# Auguste-Émile Pinchart
Pour les articles homonymes, voir Pinchart.
Auguste-Émile Pinchart ou Émile-Auguste Pinchart, né le 10 août 1842 à Cambrai et mort en novembre 1920 à Tunis, est un peintre et dessinateur français, spécialisé dans les scènes de genre et l'orientalisme.

## Biographie
Pinchart devient élève dans l'atelier parisien de Jean-Léon Gérôme au milieu du Second Empire, puis commence à être sous contrat avec Goupil & Cie, produisant des dessins destinés au marché de l'estampe. Ses sujets rencontrent le succès auprès du public : il s'agit de scènes de genre inspirées de la vie quotidienne au XVIIIe siècle, alors fort à la mode. Il expose au Salon de Paris à partir de 1864. Durant les événements de la Commune de Paris, Pinchart est en amitié avec Émile Bergerat qui rapporte dans ses souvenirs que le peintre, durant cette période, était devenu un boucher occasionnel rue des Saints-Pères, assurant à ses camarades artistes de survivre durant le siège de la capitale. Par le biais de Bergerat, il entre en relation avec Théophile Gautier et le cercle de Carlotta Grisi, dont il épouse la fille, Léontine-Ernestine, née en 1854, l'un des deux enfants issus de la relation de la danseuse avec Leon Hieronim Radziwiłł (pl).

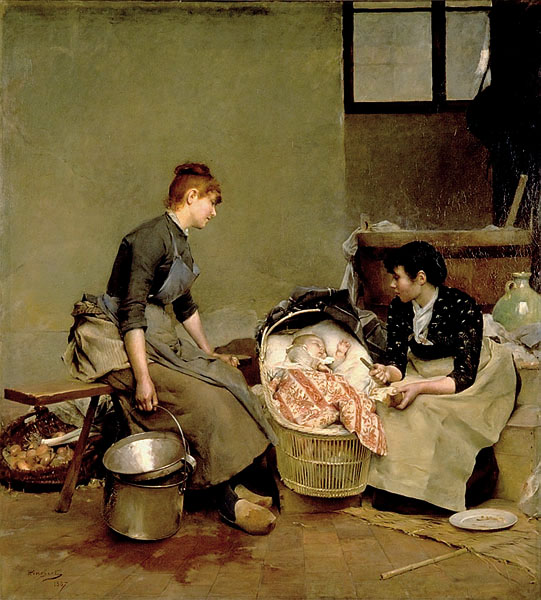
Le Berceau (1887), huile sur toile, Fécamp, musée des Pêcheries.

Il vit ensuite entre le quartier du Montparnasse et Genève, dans la villa Grisi à Saint-Jean, propriété de sa belle-mère, Carlotta Grisi, où il produit des affiches lithographiées et des estampes sous le nom d'une société, l'Atelier Pinchart. Il est possible qu'il soit en amitié avec Gustave Courbet, alors exilé en Suisse. Il fait partie des artistes qui illustrent les Nouvelles orientales d'Émile Julliard, publiées à Genève en 1891 chez Alioth. En 1895, il remporte le concours pour l'affiche de l'Exposition nationale suisse de 1896 organisée à Genève. Le musée d'Art et d'Histoire de Genève conserve depuis 1911 deux toiles, Printemps et Automne ; le musée cantonal des beaux-arts de Lausanne acquiert de son côté une toile, La Poésie, en 1896.
En 1883, il décroche une mention honorable au Salon des artistes français, puis une médaille de troisième classe l'année suivante. Il expose à ce salon jusqu'en 1893. En 1903, il y est admis en tant que sociétaire. Il est représenté par la galerie Bernheim-Jeune, rue Laffitte à Paris.
Pinchart produit ensuite de nombreux paysages et portraits inspirés de la Tunisie, où il s'installe en 1901, et ouvre un nouvel Atelier Pinchart, au 52 rue El Jazira, lequel forme de nombreux artistes locaux, tels Hédi Khayachi.
Ses productions illustrent un certain nombre de périodiques, dont Le Figaro illustré et Paris-Noël. On lui doit des scènes rurales assez réalistes.
Il meurt en novembre 1920 à Tunis.